# Двигун V10

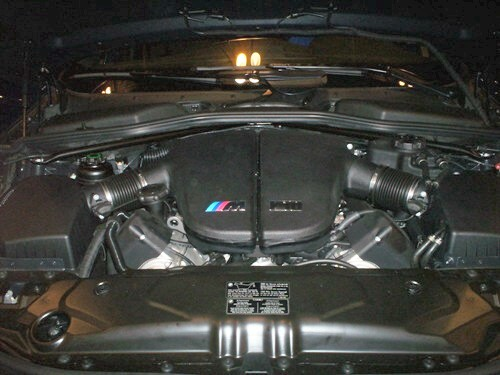
E60 BMW M5 V10 (S85)

Двигун V10 — десятициліндровий поршневий двигун, у якому два блоки по п'ять циліндрів розташовані у формі V навколо спільного колінчастого вала. Двигуни V10 зустрічаються набагато рідше, ніж двигуни V8 і V12. Кілька дизельних двигунів V10 було випущено з 1965 року, а бензинові двигуни V10 для дорожніх автомобілів були вперше випущені в 1991 році з випуском Dodge Viper.

## Дизайн
Конфігурація V10 не має ідеального балансу двигуна, оскільки незбалансована пара гойдання спричинена роботою кожного ряду циліндрів як п'ятирядний двигун. Тому для зменшення вібрацій у двигуні V10 інколи використовуються балансувальні вали.

## Дизельні двигуни

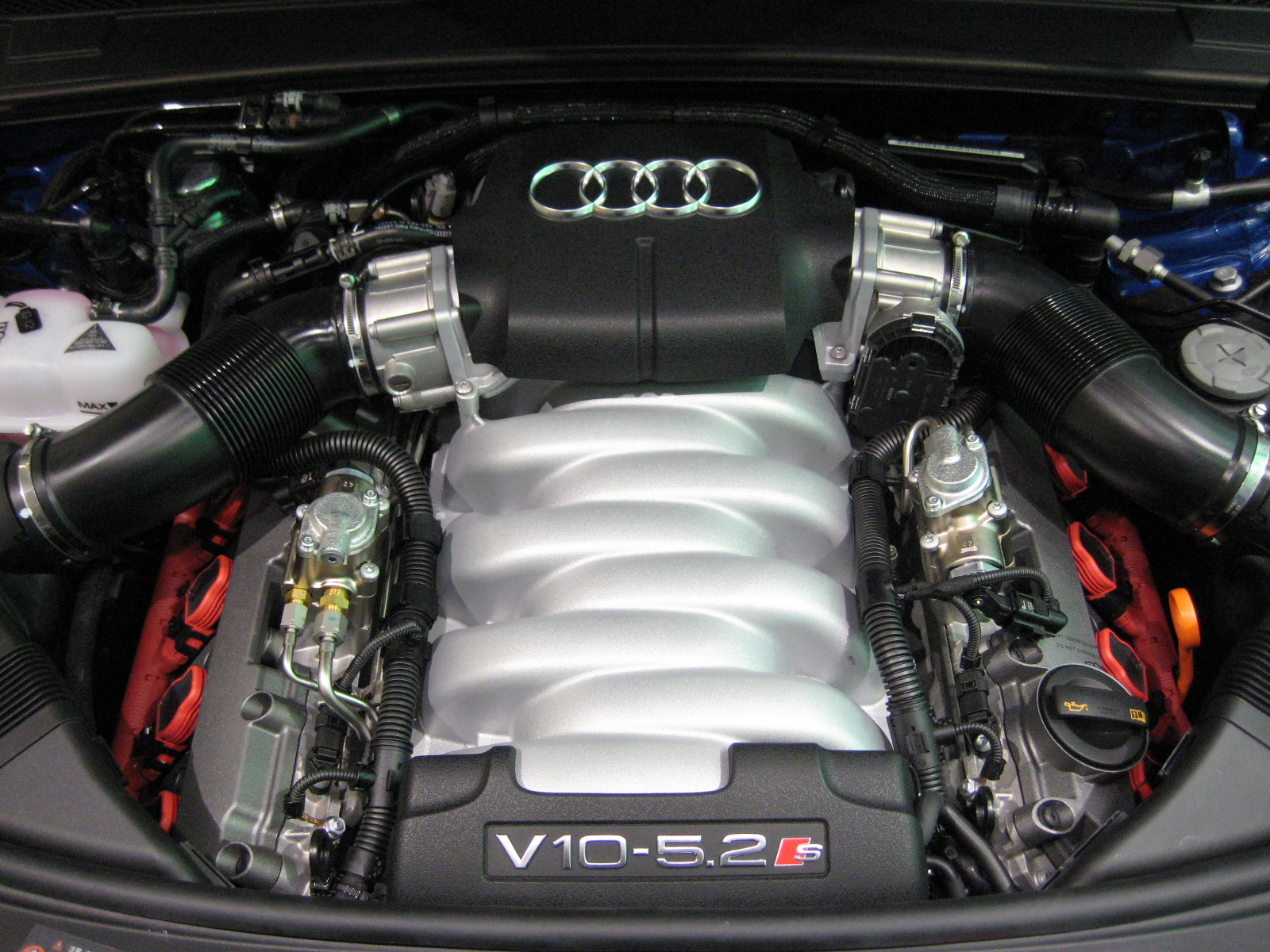
Двигун Audi S6 і S8 2006—2011

Один із перших відомих двигунів V10 використовувався в прототипі локомотива Busch-Sulzer ICRR 9201 1936 року, три екземпляри якого були виготовлені в Сполучених Штатах.
Броньований танк Leopard 1 1965—1984 років оснащувався MTU MB 838 CaM 500 37,4 л (2 282 дюйм3) дизельний двигун V10.
Daimler-Benz випустив три моделі дизельних двигунів V10 (OM403, OM423 та OM443) для автобусів Mercedes-Benz NG і Neoplan в 1970-1980-х роках.
Чотири японські виробники комерційних автомобілів (Isuzu, Hino, Mitsubishi Fuso та Nissan Diesel) виробляли дизельні двигуни V10 для своїх важких вантажівок і міжміських автобусів у 1970–2000-х роках.
Вантажівка Tatra 815 випуску з 1983 року по теперішній час доступна з двигуном 15,8 л (964 дюйм3) двигун V10.

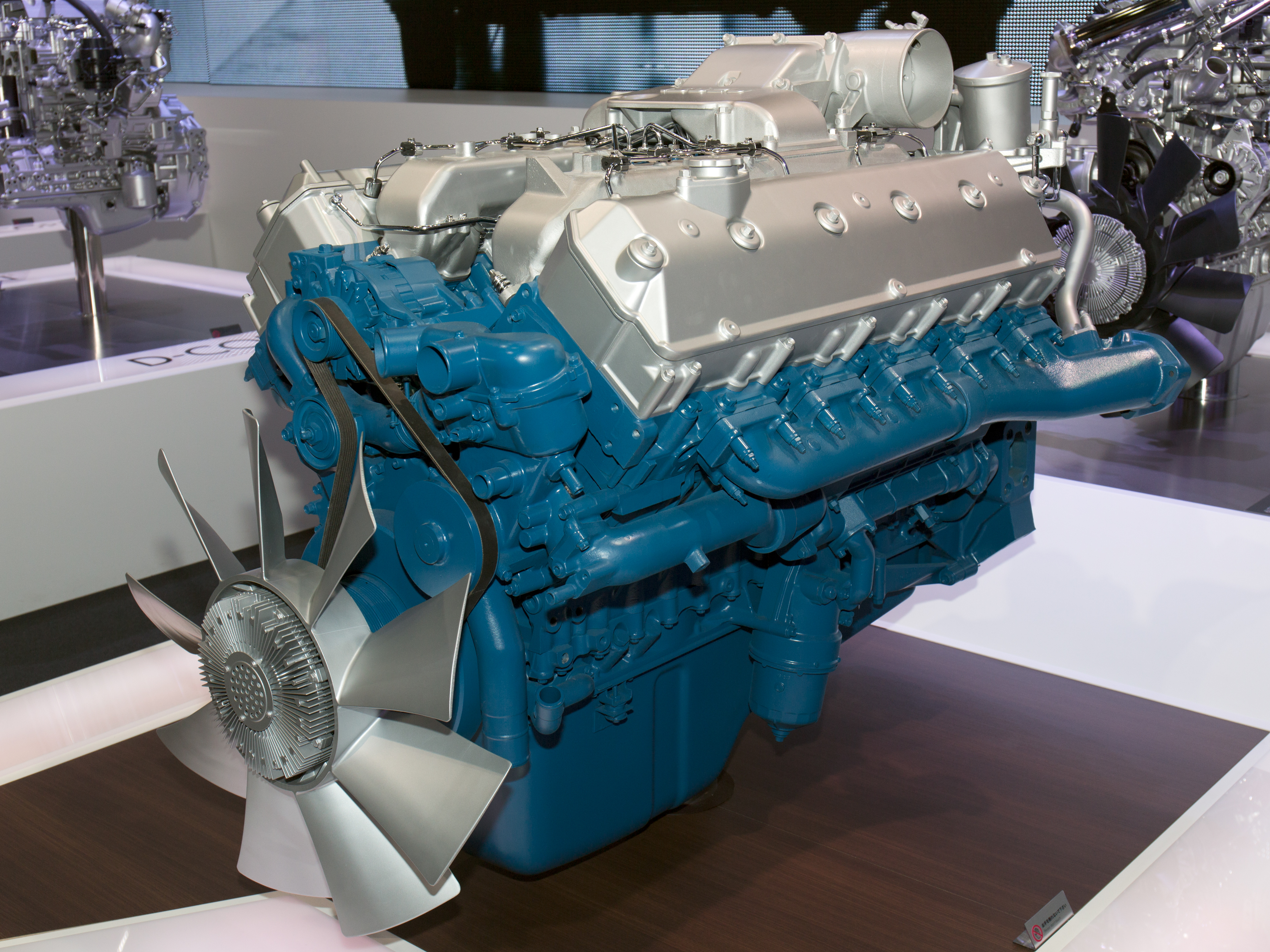
Дизельний двигун Isuzu 10TD1

Volkswagen V10 TDI — це двигун V10 з турбонаддувом, який випускався з 2002 по 2010 рік для використання в розкішних седанах Volkswagen Phaeton і позашляховиках Volkswagen Touareg.